# OM 665F
L'OM 665 est, à l'origine, un châssis pour véhicule utilitaire dérivé de celui de la voiture OM 665, lancée en 1923 par le constructeur italien OM.

## Histoire
La "Società Anonima Officine Meccaniche" a été créée en 1899 à Milan. C'est le résultat de la fusion de deux grosses entreprises spécialisées dans la fonderie et la construction mécanique lourde. Ses productions concernent la production de matériels ferroviaires et tramways. Le 1er octobre 1917, la société OM rachète son confrère Züst, constructeur d'automobiles, de camions et d'avions.
C'est en 1918 que la société OM, devenue ainsi constructeur automobile, lance le premier modèle issu de sa propre conception, la voiture OM S 305.
En 1923, le constructeur présente un modèle très novateur, l'OM 665 "Superba", une voiture équipée d'un moteur 6 cylindres de 1,991 cm3, développant 40 chevaux. C'est le premier moteur automobile 6 cylindres de la toute jeune marque qui s'avèrera très robuste, fiable et consommant relativement peu, monté sur un châssis très robuste.
Comme de coutume à l'époque, les carrossiers industriels utilisent les châssis motorisés des constructeurs pour fournir à leurs clients les versions spécifiques qui leur sont commandées. Le châssis de l'OM 665 fut rapidement un des plus utilisés pour une transformation en petit véhicule utilitaire, fourgonnette ou pickup ouvert. Il sera baptisé OM 665F et disposera de roues jumelées à l'arrière afin de faire homologuer le véhicule avec des charges utiles importantes, atteignant 1,000 kg.
Fabriqué à partir de 1924, son succès fut certes important mais ne peut être comparé à celui de son principal concurrent, le Fiat 502F, dérivé de la Fiat 502.
Il sera décliné en un nombre très important de versions pour tous usages civils, autocars et autobus notamment.
L'OM 665F sera fabriqué jusqu'en 1930 et sera remplacé par l'OM 665F1.

## OM 665 F1 (1930)
L'OM 665 F1 a été lancé en 1930 en remplacement de l'OM 665 F. Reposant sur le même châssis, son moteur a vu sa cylindrée passer de 1.991 à 2,221 cm3, ce qui lui a procuré une puissance de 55 ch, comme sur la berline en version N.
Ce modèle, robuste et bien construit, remporta un bon succès commercial en Italie. Sa fabrication prendra fin en 1935, à la suite de la nouvelle orientation stratégique de la société vers les poids lourds avec motorisation diesel.